# Менкент
Тета Центавра (θ Cen, θ Centauri) — третья по яркости звезда в созвездии Центавра (после Альфы Центавра и Хадара). Находится в северной части созвездия, и в отличие от Альфы Центавра и Хадара, может быть видна в южных регионах России.
Звезда имеет традиционное имя арабского происхождения Менкент (вероятно от арабского ألمنكب ألقنتوس — al mankib al-qanturis, что означает «плечо Кентавра»).
Тета Центавра является оранжевым гигантом спектрального класса K0IIIb, с видимым блеском в +2,06m. Расстояние до Земли оценивается примерно в 60,94 светового года. Светимость звезды приблизительно в 45 раз выше солнечной. Температура поверхности примерно равна 4200 °C.